# 頭城老街
頭城老街即有「開蘭第一街」之稱、古名「頭圍街」的臺灣宜蘭縣頭城鎮和平街，其範圍是從該街的「南門福德祠」到「北門福德祠」之間約長600公尺的部分。該街大致成南北走向，依靠東邊的頭城港與北邊通往烏石港的港道發展起來，曾為繁華的貨物集散中心，但後來因為日治時期大正十三年（1924年）的洪水影響了頭城港與陸運取代海運等因素而沒落。今在頭城老街上，有數座古蹟與老廟，此外還有珍貴的老榕樹。

## 沿革
宜蘭地區過去為噶瑪蘭族三十六社的居住地，由於有中央山脈與住在三貂角的凱達格蘭族阻隔，所以漢人勢力直到清嘉慶元年（1796年）才在吳沙率領漳、泉、粵三籍人士下進入此區。而其第一個據點稱為「頭圍」，又有「頭城」、「開蘭第一城」的稱呼。
由於最初蘭陽平原對外交通仰賴海運的關係，所以最初漢人是以到道光六年（1826年）才成為正式港口的烏石港作為出入門戶。1776年，林元旻由烏石港北邊的河流上溯，成功入墾淇武蘭，為漢人入墾蘭陽平原最早者。而烏石港因泥沙淤積而沒落後，頭圍港取代了該港的地位。之後雖然陸運取代了海運，但頭城地區仍然是蘭陽平原北部的政經中心與鐵路運輸要點，直到日治時期大正十三年（1924年）的大水等因素才沒落。

## 老街特色

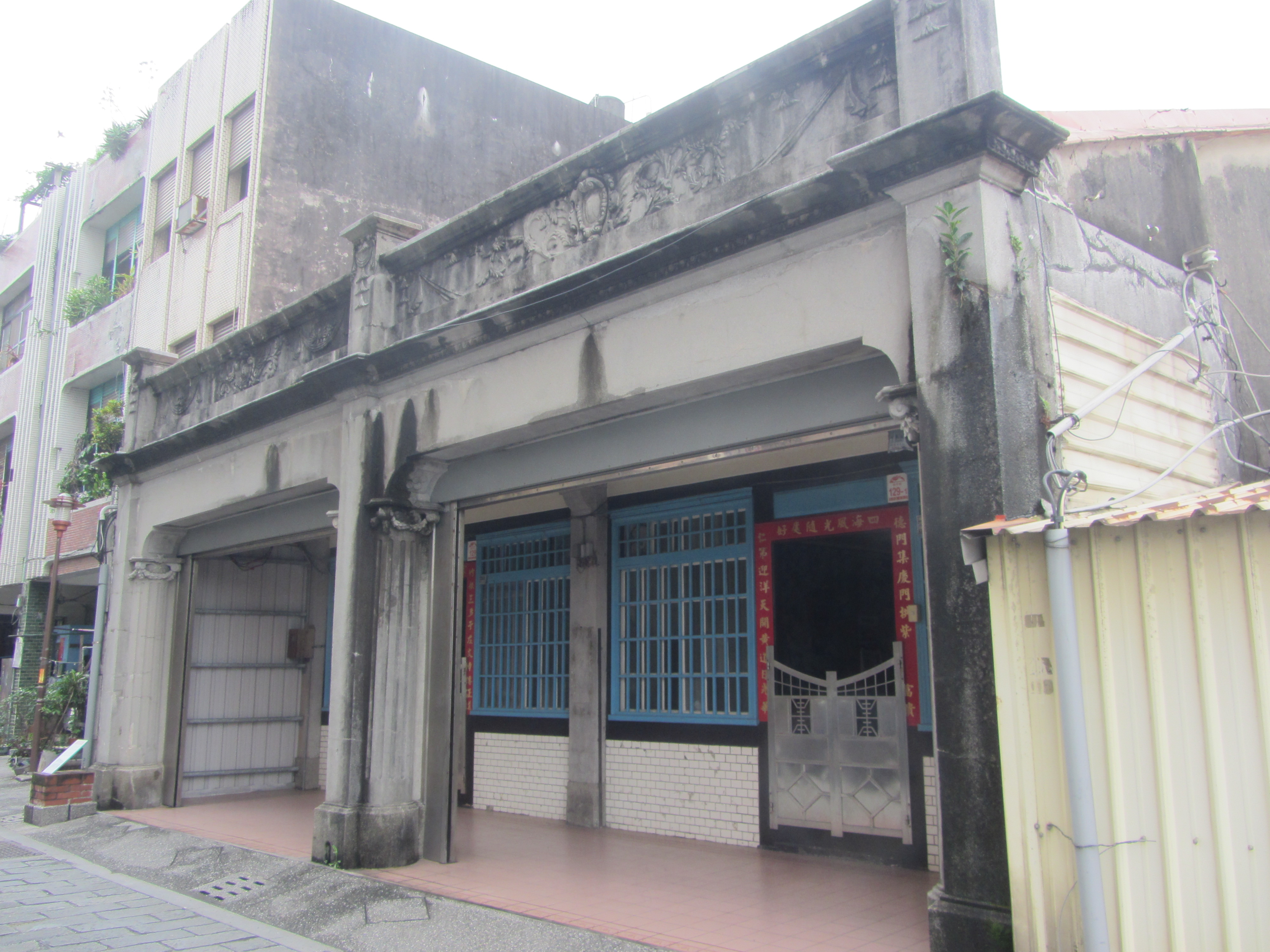
吳朝陽宅

道路只有六米寬的和平老街，有「名人街」稱呼，鴻海老臣、夏普社長的戴正吳、以及裕隆副董事長陳國榮等企業家、宜蘭第一位民選縣長盧纘祥、第四屆老縣長林才添、第一屆國大代表蕭清海、宜蘭第一位女縣議員林吳寶桂、文學家李榮春等名人。
由南到北
- 南門福德祠
- 陳春記商號
- 源合成商號
- 頭城慶元宮
- 頭城鎮新長興樹記
- 頭城鎮老紅長興
- 吳朝陽宅
- 盧纘祥故宅
- 盧纘祥故宅前池塘
- 頭城鎮十三行
- 北門福德祠